# Nazran
Nazran (russisk: Назрань, tr. Nazran; ingusjisk: На́на-Наь́саре, tr. Nána-Násare) er den største by i den autonome republik Ingusjien i Rusland i Nordkaukasus. Nazran ligger 1.766 km syd for Moskva har 126.292(2024) indbyggere.

## Historie
Bebyggelsen har i det mindste eksisterer siden 1800-tallet. Oprindeligt var den en kaukasisk bjerglandsby. Navnet stammer i følge en legende fra den første bosætter, der hed Njassar.
Fra 1944 til 1957 var bosættelsen en del af Nordossetiske ASSR og hed på den tid Kosta-Khetagurovo til ære for den populære osetiske digter Konstantin (Kostá) Levánovitj Khetagúrov. I 1967 fik Nazran, der nu var en del af den Tsjetsjenske-Ingusetiske ASSR, bystatus.
Med udskillelsen af Ingusjetien fra Tjetjenien i 1992 blev Nazran hovedstad i republikken, men siden december 2002 har den nybyggede by Magas været det officielle regeringssæde seks kilometer fra Nazran. I juni 2004 var der et alvorligt terrorangreb i Ingusjetien. Både soldater og medarbejdere ved offentlige anklagemyndighed og FSB blev skudt.
Indenrigsministeriet og hovedkvarteret for grænsepolitiet i Nazran blev stormet og indenrigsministeren, Abukar Kostojew, og hans stedfortræder, ministeren for sundhed Dschabrail Kostojew og FN-ansatte blev dræbt. Efter ca. 7 timers kamp kunne sikkerhedsstyrkerne slå de tjetjenske terrorister tilbage. Flere tusinde soldater fra de russiske styrker blev sendt til Nazran. Ved angrebet blev 90 mennesker dræbt.

### Bevfolkningsudvikling
| År   | Indbyggere |
| ---- | ---------- |
| 1959 | 5.703      |
| 1970 | 12.894     |
| 1979 | 14.945     |
| 1989 | 18.246     |
| 2002 | 125.066    |
| 2010 | 93.335     |

Note: Data fra folketællinger

## Økonomi og trafik
I Nazran er der blandt andet en beton- og legeringsfabrik, men generelt spiller industrien en underordnet rolle i forhold til landbruget.
Byen ligger ved Kavkaz-hovedvejen M29, der løber fra Krasnodar kraj til Dagestan, og har også en jernbaneforbindelse.